# Szabó Dénes (karnagy)
Szabó Dénes (Makó, 1947. március 6. –) a Nemzet Művésze címmel kitüntetett, Kossuth-díjas és Liszt Ferenc-díjas zenepedagógus, kórusvezető.

## Élete és pályája
1947. március 6-án született Makón öt gyermekes család negyedik gyerekeként. Édesapja, Szabó József, a makói belvárosi református templom lelkésze volt, édesanyja tanítónő. A szülők fontosnak tartották, hogy gyermekeik már általános iskolás korukban hangszeres zenét tanuljanak.
Középiskolai tanulmányait a makói József Attila Gimnáziumban kezdte, de hamarosan a szegedi Tömörkény István Gimnázium zenei tagozatán folytatta (mivel a családnak meg kellett tapasztalnia, hogy két idősebb testvérét a makói gimnáziumi érettségit követően – kitűnő tanulmányi eredményeik ellenére – nem vették fel egyetemre a szülők „klerikális beállítottsága” miatt). Itt érettségizett 1965-ben.
Érettségi után a szegedi Zeneművészeti Főiskola fuvola szakán szeretett volna továbbtanulni, de ezt a szakot időközben áthelyezték Miskolcra, ezért végül a Liszt Ferenc Zeneművészeti Főiskola miskolci tagozatán (1977-óta: Miskolci Egyetem Bartók Béla Zeneművészeti Intézete) szerzett fuvola-, szolfézs- és általános iskolai énektarnári diplomát 1969-ben.
A miskolci diákévek alatt ismerte meg jövendő feleségét. Későbbi házasságukból két gyermekük született: Barbara és Soma.
1977-81 között karvezetői oklevelet szerzett Budapesten, Párkai István irányítása alatt.
1969-ben kezdett tanítani Nyíregyházán a 4. számú Zenei Általános Iskolában (1992-től: Kodály Zoltán Általános Iskola), ahol már 1958-tól magas szintű zenei oktatás folyt a Kodály-módszer alapján.
Itt megszervezte az iskola énekkarainak rendszerét: Először a Gyermekkar alakult meg, és került 1975-ben az ország legjobb kórusai közé. 1978-ban Debrecenben a nemzetközi Bartók Béla-kórusversenyen elnyert második hozta meg számukra az országos hírnevet és az első külföldi meghívásokat. Ekkor vették fel – Bárdos Lajos kórusműve nyomán – a Cantemus (magyarul: Énekeljünk!) nevet. Később szerveződött meg az kóruscsalád többi tagja: a Cantemus Fiú Vegyeskar (1981), ahol a kicsik még a szoprán és az alt szólamokat éneklik, a mutálósok pedig a tenor és a basszus szólamot; a Pro Musica Leánykar (1986) a már végzett, de visszajáró egykori énekkaros leányok kezdeményezésére; a Banchieri Énekegyüttes (1988) az általános iskolát elhagyó fiú kórustagokból; majd a Cantemus Felnőtt Vegyeskar (1998) az addigra már szülői korosztályba került egykori Cantemus-énekesekből. A kétezres évek elején a különböző karok összlétszáma elérte a kétszáz főt.
2001-től tanítja a Debreceni Egyetem Zeneművészeti Karának karvezetős hallgatóit is.
Szabó Dénes és énekkarai számtalan hazai és nemzetközi versenyen vettek rész kiemelkedő eredményességgel, de a versenyeken kívül is sok országban felléptek és öregbítették a magyar kóruskultúra hírnevét. A 2010-ig eltelt negyven év alatt több mint ötven első díjat szereztek különböző nemzetközi kórusversenyeken.
Rendszeresen tart itthon és külföldön bemutató kóruspróbákat, előadásokat zenei nevelési konferenciákon, szakmai tanácskozásokon. Gyakran felkérik karvezetői kurzusok tartására. Több nemzetközi kórusversenynek volt zsűritagja.

## Felvételei
- Kodály karművészete (Cantemus Gyermekkar) CD-2005
- Bárdos Lajos: Kórusművek (Cantemus Gyermekkar – Pro Musica – Leánykar) CD-2005
- Bartók Béla: Kórusművek (Cantemus Gyermekkar – Pro Musica – Leánykar)[3]

## Főbb elismerései
- Liszt Ferenc-díj (1985)
- Nyíregyháza díszpolgára (1992)
- Bartók–Pásztory-díj (1993)
- Kossuth-díj (2000)
- Magyar Örökség díj (2004)
- Prima díj (2004)
- Kölcsey-emlékplakett (2009)
- Az év embere a megyében (2010)
- Makó Város Emlékérme (2011)[4]
- IFCM (Nemzetközi Kóruszenei Szövetség) életmű-díja (2013)[5]
- A Nemzet Művésze (2014)
- Tőkés László-díj (2017)
- „A Felkelő Nap Arany és Ezüst Sugarainak Rendje” japán kormánykitüntetés (2017)